# Sybra albovittata
Sybra albovittata là một loài bọ cánh cứng trong họ Cerambycidae.